# Мухтаров, Ниджат Асиф оглы
Ниджат Асиф оглы Мухтаров (азерб. Nicat Asif oğlu Muxtarov; 1 июня 1995, Баку, Азербайджан) — азербайджанский футболист. Выступает на позиции полузащитника.

## Биография
Профессиональную карьеру футболиста начал в 2014 году, в возрасте 18 лет с выступления в клубе Премьер-лиги Азербайджана «Симург» Закатала. Во время летнего трансферного окна 2015 года перешёл в клуб Премьер-лиги «Ряван», в составе которого провел полсезона.. В январе 2016 года подписал контракт на 2,5 года с командой «Сумгаит», где выступает под № 8.

### Сборная Азербайджана

#### U-21
Дебютировал в составе молодежной сборной Азербайджана 9 октября 2015 года в выездном матче группового раунда Чемпионата Европы УЕФА 2017 против сборной Австрии. Вышел на замену на 68 минуте матча.

#### U-23
В марте 2017 года был призван в состав сборной Азербайджана до 23 лет, которая должна представить Азербайджан на IV Исламских играх солидарности, которые пройдут в Баку с 12 по 22 мая 2017 года.